# 소라 (킹덤 하츠)

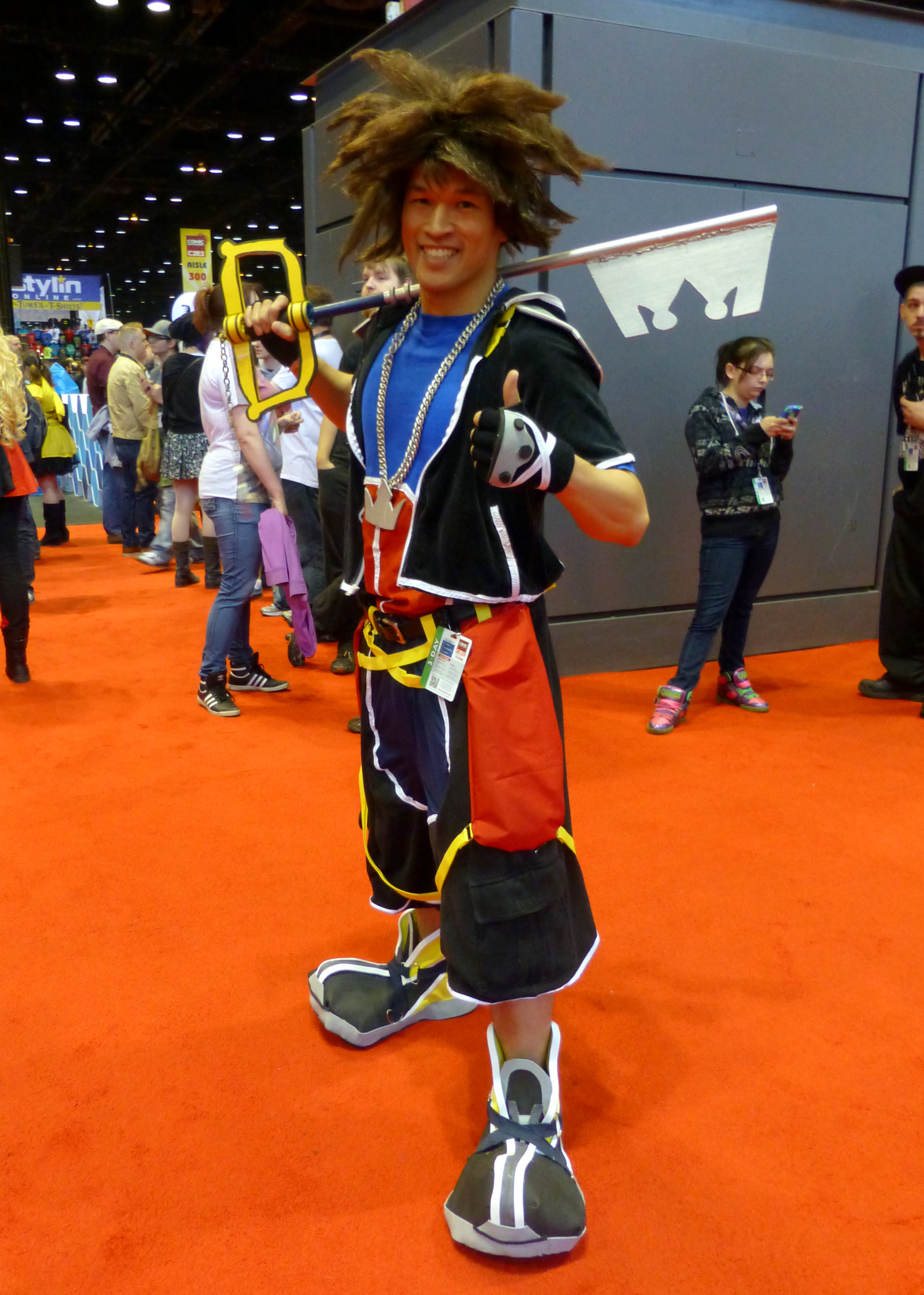

소라(영어: Sora, 일본어: ソラ)는 비디오 게임 "킹덤 하츠 시리즈"에 등장하는 캐릭터로 '킹덤 하츠'의 주인공 중 한 명으로하여 킹덤 하츠의 가장 대표적인 등장 캐릭터이다. 이름의 유래는 「하늘」로부터있다.
데스티니 아일랜드라는 작은 세계에 사는 소년. 명랑 낙천적 인 성격이지만, 단락으로 공기를 읽을 수없는 위에 말실수가 많은 직감이 둔 철부지 곳도 있다. 하지만 어떤 일에도 동요하지 않는 마음과 강한 정의감을 가지고있다. 채용과 해리는 친구이며, 특히 채용은 어린 시절부터 장래의 꿈을 이야기하는 사이.